# Balakənd (Sabirabad)
Balakənd è un comune dell'Azerbaigian situato nel distretto di Sabirabad. Conta una popolazione di 694 abitanti.